# Болдвін (Іллінойс)
Болдвін (англ. Baldwin) — селище (англ. village) в США, в окрузі Рендолф штату Іллінойс. Населення — 314 особи (2020).

## Географія
Болдвін розташований за координатами 38°11′2″ пн. ш. 89°50′43″ зх. д. / 38.18389° пн. ш. 89.84528° зх. д. (38.183829, -89.845152).  За даними Бюро перепису населення США в 2010 році селище мало площу 1,72 км², уся площа — суходіл.

## Демографія
Згідно з переписом 2010 року, у селищі мешкали 373 особи в 146 домогосподарствах у складі 101 родини. Густота населення становила 216 осіб/км².  Було 161 помешкання (93/км²).
Расовий склад населення:
| - 97,9 % — білих - 0,3 % — азіатів |

До двох чи більше рас належало 1,9 %. Частка іспаномовних становила 1,3 % від усіх жителів.
За віковим діапазоном населення розподілялося таким чином: 24,7 % — особи молодші 18 років, 64,3 % — особи у віці 18—64 років, 11,0 % — особи у віці 65 років та старші. Медіана віку мешканця становила 36,5 року. На 100 осіб жіночої статі у селищі припадало 100,5 чоловіків;  на 100 жінок у віці від 18 років та старших — 99,3 чоловіків також старших 18 років.
Середній дохід на одне домашнє господарство  становив 49 743 долари США (медіана — 47 500), а середній дохід на одну сім'ю — 58 638 доларів (медіана — 54 063). Медіана доходів становила 41 442 долари для чоловіків та 28 125 доларів для жінок. За межею бідності перебувало 14,4 % осіб, у тому числі 11,0 % дітей у віці до 18 років та 0,0 % осіб у віці 65 років та старших.
Цивільне працевлаштоване населення становило 184 особи. Основні галузі зайнятості: виробництво — 25,0 %, освіта, охорона здоров'я та соціальна допомога — 21,2 %, роздрібна торгівля — 12,0 %, транспорт — 8,2 %.